# 友山茂樹
友山 茂樹（ともやま しげき、1958年9月2日 - ）は、日本の実業家。トヨタ自動車Executive Fellow。トヨタモビリティ東京取締役副会長。トヨタ自動車元副社長、執行役員Chief Information & Security Officer 兼 Chief Production Officer、GAZOO Racingカンパニープレジデント、トヨタコネクティッド代表取締役社長、北米トヨタ自動車取締役副社長などを歴任。

## 人物・経歴
埼玉県生まれ。1981年に群馬大学工学部機械工学科を卒業後、トヨタ自動車工業（現トヨタ自動車）に入社。生産技術部配属。1991年にトヨタ生産方式を担当する生産調査部に異動。同部で係長を務めていた豊田章男（現在のトヨタ自動車会長）の知遇を得る。その後、1998年に豊田章男とともにGAZOO.comを立ち上げ、2000年にはe-TOYOTA部やガズーメディアサービス（現トヨタコネクティッド）を設立し、トヨタ自動車のIT事業を開始させた。2002年G-BOOKを開設。2003年からシンガポールのトヨタ モーター アジア パシフィックに出向し経営大学院に留学。
トヨタ自動車e-TOYOTA部部長、 広汽トヨタ自動車出向を経て、2007年、当時副社長を務めていた豊田章男とともにGAZOO Racingの立ち上げにあたった。2010年トヨタ自動車常務役員。2011年事業開発本部長兼情報事業本部長兼情報システム本部長兼IT本部長。2015年から専務役員、2018年から副社長として、事業開発本部長及び情報システム本部長、コネクティッドカンパニーPresident、Chief Information Security Officer、渉外・広報本部統括、GRカンパニーPresident、TPS本部長を務める。
2020年の役員体制の変更に伴いトヨタ自動車執行役員、Chief Information & Security Officer 兼 Chief Production Officerに就任。同年トヨタ モーター ノース アメリカ取締役兼生産部門の最高情報責任者チーフプロダクションオフィサー兼執行副社長を兼務。2021年1月トヨタ自動車Executive Fellowに就任。2022年トヨタ自動車Executive Fellow 国内販売事業本部本部長。トヨタモビリティ東京取締役副会長。2025年1月にトヨタ自動車Executive Fellow 日本事業本部本部長に就任。
豊田章男同様クルマ好きで知られ、友山によると、豊田は運転好きで自分はメカ好きだという。愛車はロールケージや織戸学の『RIDOX』製バンパーなどを装着し、HKS製タービンのTO4Zで600馬力にチューニングした1997年型スープラ。また2017年のTGRF（TOYOTA GAZOO Racingフェスティバル）ではTS050 HYBRIDを自らの手でドライブした。